# Лепа парада
Лепа парада је југословенски филм из 1970. године. Режирали су га Бранко Милошевић и Светозар Удовички а сценарио су написали Слободан Божовић и Душан Радовић.

## Радња
Сви ликови у овом филму су типични грађани једне мале варошице. То су нарави и ситуације рођене у доколици колотечине. Како се понашају и о чему мисле грађани и зашто је шинтер веома важан за једну такву средину.

## Улоге
| Глумац                 | Улога       |
| ---------------------- | ----------- |
| Ласло Патаки           | председник  |
| Раде Којадиновић       | Душан       |
| Марко Тасић            | Лака        |
| Павле Вуисић           | Шинтер      |
| Иби Ромхањи            | Марта       |
| Добрила Шокица         | болничарка  |
| Илија Башић            | келнер Васа |
| Фрања Живни            | Марић       |
| Милан Гутовић          | Стеван      |
| Миодраг Петровић Чкаља | кројач      |
| Љуба Тадић             | нафташ      |
| Милица Радаковић       |             |
| Милан Галовић          |             |
| Јелица Бјели           |             |
| Софија Перић Нешић     | баба        |
| Ирена Рада             |             |
| Катарина Бачлија       |             |
| Весна Проданов         |             |
| Драгутин Колесар       |             |
| Драгица Брковић        |             |